# Igreja Presbiteriana de Vila Mariana
A Igreja Presbiteriana de Vila Mariana (IPVM) é uma igreja local, fundada em 1942, federada a Igreja Presbiteriana do Brasil (IPB), sob jurisdição do Presbitério Sudeste Paulistano e Sínodo Piratininga.
A igreja é conhecida pelo uso histórico do órgão em seu edifício.

## História
O trabalho que originaria a IPVM teve início com a reunião realizada em 13 de julho de 1927, na casa do Presbítero Isaac de Mesquita, sob direção do Rev. Miguel Rizzo Jr., pastor da Igreja Presbiteriana Unida de São Paulo. No dia 18 do mesmo mês foi instalada a Congregação Presbiteriana de Vila Mariana. Dois anos depois foi transferida para a Rua França Pinto, onde permaneceu até sua transferência ao edifício próprio. Em 31 de maio de 1942 a congregação foi organizada como Igreja Presbiteriana de Vila Mariana.
Em 1 de fevereiro de 1948 foi formado pela igreja o Coro da Igreja Presbiteriana de Vila Mariana.
Na década de 1950, a igreja atuou na educação religiosa no município de São Paulo, de forma que recebeu auxílio do governo municipal.
Em 1978, foi comprado o sítio Bela Vista, em Tietê. Por sugestão de Ruy de Paula Freitas e de D. Yanê, sua esposa, então administrador do sítio, este passou a ser chamado de "Recanto Presbiteriano Pércio Gomes de Deus", homenagem àquele que, à época, era pastor emérito da IPVM.
Em 27 de agosto de 2004, foi fundada uma congregação da IPVM em Ipiranga. Em 11 de março de 2012 a congregação se organizou como Igreja Presbiteriana do Ipiranga. Ademais, a IPVM é conhecida por trabalhos como distribuição de exemplares da Bíblia Sagrada. Depois disso, a igreja continuou contribuindo para plantação de outras igrejas.
Em 2014, o coro da igreja participou da comemoração do aniversário da Igreja Presbiteriana de Itapeva.

## Liderança
Desde 2019, o pastor titular da IPVM é Rev. Gustavo Bacha Bibiano Siqueira. Os pastores auxiliares são: Rev. Marcelo Martinello, Rev. Eduardo Ribeiro, Rev. Flávio Viola, Rev. Claudio Roberto Cardozo e Rev. Arquimedes Marques Oliveira. Rev. Eudes Coelho Silva e Rev. Paulo Audebert Delage, como pastores eméritos.

## Doutrina
Como uma igreja federada à Igreja Presbiteriana do Brasil a IPVM subscreve a Confissão de Fé de Westminster, Breve Catecismo de Westminster e Catecismo Maior de Westminster. É uma igreja reformada, confessional, calvinista e não ordena mulheres.